# 麦島健志
麦島 健志（むぎしま たけし、1960年〈昭和35年〉7月20日 - ）は、日本の建設・国土交通官僚。

## 経歴
神奈川県出身。1979年3月に筑波大学附属駒場高等学校を卒業。1984年3月に東京大学法学部を卒業。国家公務員採用上級甲種試験(法律)に合格し、1984年4月に建設省に入省。
2018年7月31日から2019年7月9日まで国土交通省国土政策局長を務め退官。

## 年譜
2016年4月までの経歴の出典
- 1984年04月：建設省入省
- 1990年
  - 07月：建設省大臣官房人事課長補佐
  - 09月：建設省建設経済局国際課付
- 1991年
  - 05月：外務省在ニューヨーク日本国総領事館副領事
  - 07月：外務省在ニューヨーク日本国総領事館領事
- 1994年
  - 05月：建設省大臣官房人事課長補佐
  - 09月：建設省都市局公園緑地課長補佐
- 1995年06月：建設省大臣官房人事長補佐
- 1997年04月：三重県企画振興部交通政策課長
- 1998年04月：三重県地域振興部交通政策課長
- 2000年04月：建設省大臣官房人事課建設専門官
- 2001年
  - 01月：国土交通省道路局道路交通管理課企画専門官
  - 04月：国土交通省住宅局総務課企画官
- 2003年04月：茨城県企画部次長
- 2004年04月：茨城県企画部長
- 2007年04月：国土交通省土地・水資源局土地情報課長
- 2008年07月：国土交通省土地・水資源局土地市場課長
- 2009年04月：住宅金融支援機構業務企画部長
- 2012年08月01日：国土交通省都市局総務課長[2]
- 2013年08月01日：国土交通省大臣官房総務課長[3]
- 2014年
  - 07月：国土交通省大臣官房付・内閣府本府地域活性化推進室次長（～2015年1月）・内閣官房内閣審議官（内閣官房副長官補付）（～2016年6月）・内閣官房地域活性化統合事務局次長（～2015年1月）・内閣官房まち・ひと・しごと創生本部設立準備室次長（～2014年9月）
- 09月：内閣官房まち・ひと・しごと創生本部事務局次長（～2016年6月）
- 2015年01月：内閣府本府地方創生推進室次長（～2016年6月）
- 2016年
  - 04月：内閣府本府地方創生推進事務局審議官（～2016年6月）
  - 06月21日：国土交通省大臣官房審議官（総合政策局）[4]
- 2017年07月07日：国土交通省大臣官房総括監察官[5]
- 2018年07月31日：国土交通省国土政策局長[6][7]
- 2019年
  - 07月09日：退官[8]
  - 11月07日：公益社団法人全国公営住宅火災共済機構専務理事[9]